# Birthright Armenia

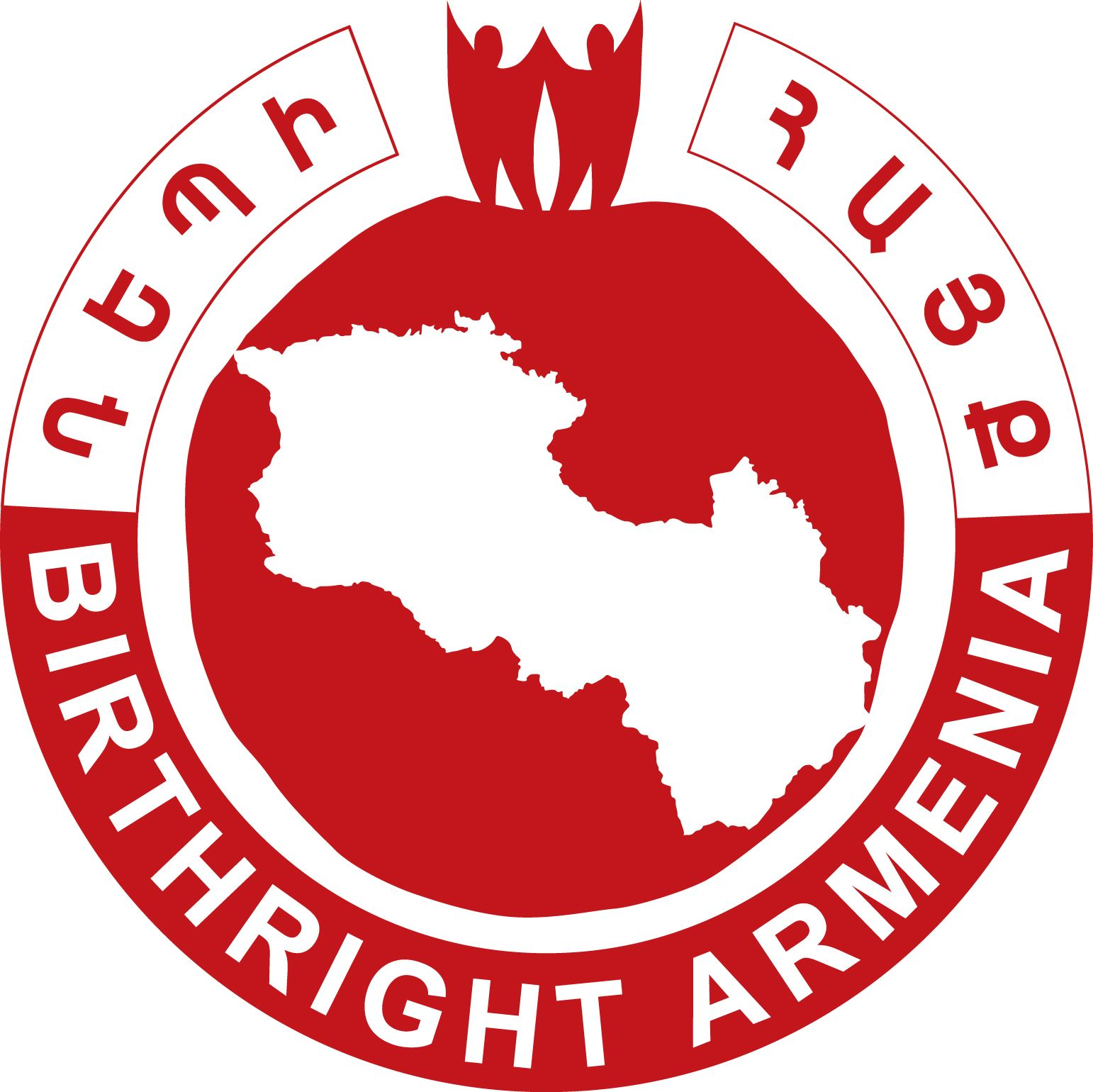
El logotip oficial de Birthright Armènia.

Birthright Armenia, (en armeni: Դեպի Հայք) és un programa d'intercanvi voluntari que ofereix beques als participants per ajudar a Armènia en el seu desenvolupament. La creació de Birthright Armenia es va formalitzar en l'any 2003 com una organització sense ànim de lucre internacional. Els seus objectius inclouen l'enfortiment de les relacions entre Armènia i els joves representants de la Diàspora donant-los l'oportunitat de ser part de la vida quotidiana dels ciutadans armenis.
Els únics requisits de l'organització són: el sol·licitant ha de ser d'origen armeni, i ha de tenir entre 20 i 32 anys. La seva estada ha de durar almenys dos mesos. A partir de 2011, tenien prop de 650 persones de 30 països que van participar en el programa de Birthright Armènia.

## Programes semblants
L'organització Taglit Birthright Israel, organitza viatges educatius i culturals, per a joves estudiants jueus interessats en la història i la cultura jueva. L'organització Irishway, organitza viatges a Irlanda, pels estudiants estatunidencs i canadencs d'origen irlandès.Journey to Greece, es un programa organitzat per la comunitat grega.
El programa Know Thy Heritage (coneix la teva herència) ha estat creat per la Fundació Ecumènica Cristiana de Terra Santa (en anglès: Holy Land Christian Ecumenical Foundation) (HCEF). Aquesta entitat ecumènica, organitza viatges a Palestina, per als joves palestins que resideixen en altres països, i també duu a terme diverses activitats, per a promoure la pau  i els drets humans en la nació de Palestina.